# Dora María Téllez

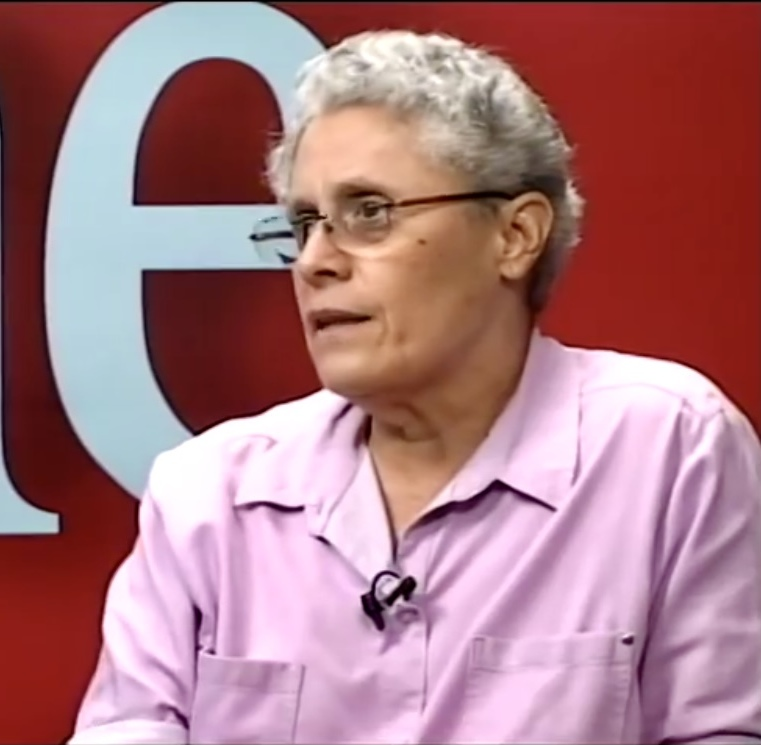
W 2016 r.

Dora María Téllez Argüello (ur. 21 listopada 1955 w Matagalpie) – nikaraguańska rewolucjonistka, jedna z przywódców rewolucji sandinistowskiej, następnie minister zdrowia w rządzie Daniela Ortegi. Po 1990 r. przeszła do opozycji przeciwko autorytarnym rządom Ortegi. W latach 2022–2023 więźniarka polityczna w Nikaragui.

## Życiorys
Pochodziła z zamożnej rodziny urzędniczej. W wieku 16 lub 17 lat związała się z Sandinistowskim Frontem Wyzwolenia Narodowego. Była zaangażowana w prace na rzecz ubogich mieszkańców górskich regionów Nikaragui. Następnie studiowała medycynę na Uniwersytecie w Leon. Gdy dyktatorski rząd Anastasio Somozy zaostrzył represje przeciwko ruchowi sandinowskiemu, w 1976 r. Téllez zaczęła się ukrywać, a następnie wyjechała za granicę.

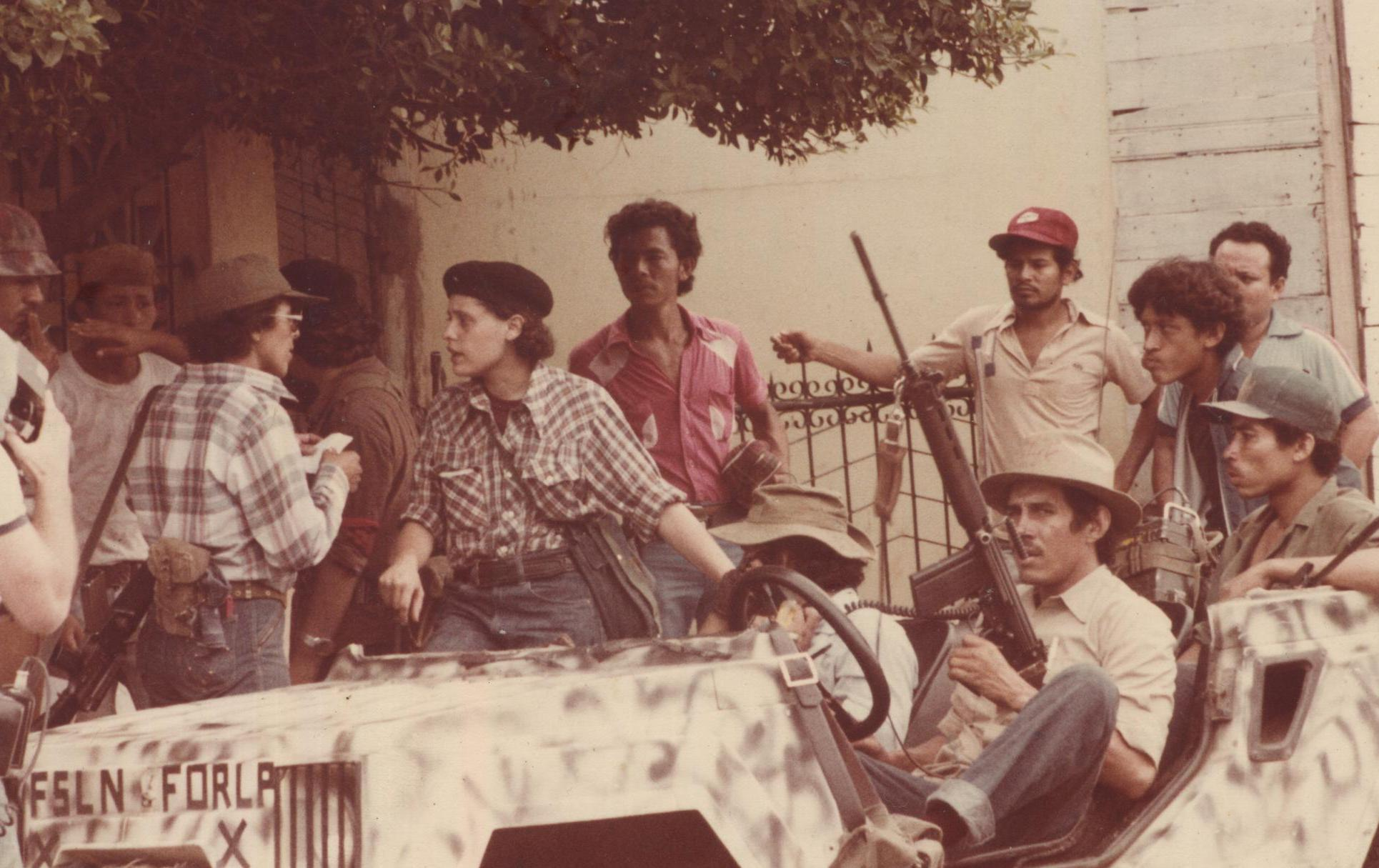
Jako dowódczyni partyzantów (w czarnym berecie)

Stała się jedną z najważniejszych postaci w dowództwie sandinowskiej partyzantki. Nazywano ją Komendantką Numer Dwa, w hierarchii dowodzenia sandinistów była druga tylko po Danielu Ortedze. Podczas rewolucji sandinowskiej w 1978 r. dowodziła szturmem partyzantów na pałac prezydencki w Managui, zaś w roku następnym brała udział w zdobywaniu Leon. Stała się ikoną rewolucji i bohaterką narodową. Jej walkę opisał Gabriel García Márquez w opowiadaniu poświęconym szturmowi na pałac w Managui. W porewolucyjnym rządzie Ortegi objęła stanowisko ministra zdrowia i pozostawała na tym stanowisku w latach 1979–1990. W nowej elicie politycznej Nikaragui była jedyną kobietą, której pozycja mogła równać się z pozycją mężczyzn.
W 1990 r., po tym, gdy sandiniści przegrali wybory parlamentarne, współtworzyła Sandinistowski Ruch Odnowy razem z innymi politykami, krytycznie nastawionych do autorytarnego zwrotu w polityce Daniela Ortegi. Ukończyła studia historyczne i uzyskała w tej dyscyplinie doktorat. Przez kolejne lata krytykowała dyktatorskie rządy Ortegi i łamanie praw człowieka w Nikaragui. W 2008 r. Sandinistowski Ruch Odnowy został zdelegalizowany.
W 2022 r., po wygraniu kolejnych wyborów, uznanych przez społeczność międzynarodową za sfałszowane, Ortega uderzył w opozycję. Wśród aresztowanych działaczy była również Téllez, która w roku następnym została skazana na 15 lat więzienia w niejawnym procesie. Spędziła 20 miesięcy w więzieniu El Chipote w Managui w niemal zupełnej izolacji. W kwietniu 2023 r. razem z 224 innymi więźniami politycznymi została zwolniona i zmuszona do wyjazdu do Stanów Zjednoczonych, gdyż parlament Nikaragui, całkowicie uległy wobec Ortegi, zdecydował o pozbawieniu ich obywatelstwa. Zwolnionym więźniom politycznym przyjęcie swojego obywatelstwa zaproponowała Hiszpania.
Jako historyk zajmowała się prowadzoną przez państwo nikaraguańskie polityką kolonizacji ziem zamieszkiwanych przez ludy rdzenne w latach 1820–1890 oraz problematyką historii produkcji kawy w Nikaragui. Obok prac naukowych opublikowała eseje o demokratycznym zarządzaniu, demokracji, ruchach społecznych, wykluczeniu społeczności rdzennych i innych mniejszości, o ewolucji ruchu sandinistowskiego. Uniwersytet w Helsinkach oraz Uniwersytet Sorbonne-Nouvelle nadały jej doktoraty honoris causa.
Jest otwarcie mówiącą o swojej orientacji lesbijką. Jej partnerka również była więźniarką polityczną w latach 2022–2023.